# Markesan (Wisconsin)
Markesan es una ciudad ubicada en el condado de Green Lake en el estado estadounidense de Wisconsin. En el Censo de 2010 tenía una población de 1.476 habitantes y una densidad poblacional de 241,89 personas por km².

## Geografía
Markesan se encuentra ubicada en las coordenadas 43°42′39″N 88°59′28″O / 43.71083, -88.99111. Según la Oficina del Censo de los Estados Unidos, Markesan tiene una superficie total de 6.1 km², de la cual 6.06 km² corresponden a tierra firme y (0.72%) 0.04 km² es agua.

## Demografía
Según el censo de 2010, había 1.476 personas residiendo en Markesan. La densidad de población era de 241,89 hab./km². De los 1.476 habitantes, Markesan estaba compuesto por el 98.1% blancos, el 0.27% eran afroamericanos, el 0.14% eran amerindios, el 0% eran asiáticos, el 0% eran isleños del Pacífico, el 1.02% eran de otras razas y el 0.47% pertenecían a dos o más razas. Del total de la población el 7.38% eran hispanos o latinos de cualquier raza.